# Condado de Wilson (Kansas)
El condado de Wilson (en inglés: Wilson County), fundado en 1855, es uno de 105 condados del estado estadounidense de Kansas. En el año 2005, el condado tenía una población de 9,834 habitantes y una densidad poblacional de 6.6 personas por km². La sede del condado es Fredonia. El condado recibe su nombre en honor a Hiero T. Wilson. 

## Geografía
Según la Oficina del Censo, el condado tiene un área total de 1489 km² (574,9 mi²), de la cual 1486 km² (573,7 mi²) es tierra y 3 km² (1,2 mi²) (0.20%) es agua.

### Condados adyacentes
- Condado de Woodson (norte)
- Condado de Allen (noreste)
- Condado de Neosho (este)
- Condado de Montgomery (sur)
- Condado de Elk (oeste)
- Condado de Greenwood (noroeste)

## Demografía
Según la Oficina del Censo en 2000, los ingresos medios por hogar en el condado eran de $29,747, y los ingresos medios por familia eran $27,255. Los hombres tenían unos ingresos medios de $18,670 frente a los $24,640 para las mujeres. La renta per cápita para el condado era de $14,910. Alrededor del 11.30% de la población estaban por debajo del umbral de pobreza.

## Localidades
Población estimada en 2004:
- Neodesha, 2,690
- Fredonia, 2,488 (sede)
- Altoona, 476
- Buffalo, 279
- Benedict, 101
- New Albany, 72
- Coyville, 70